# Panteísmo

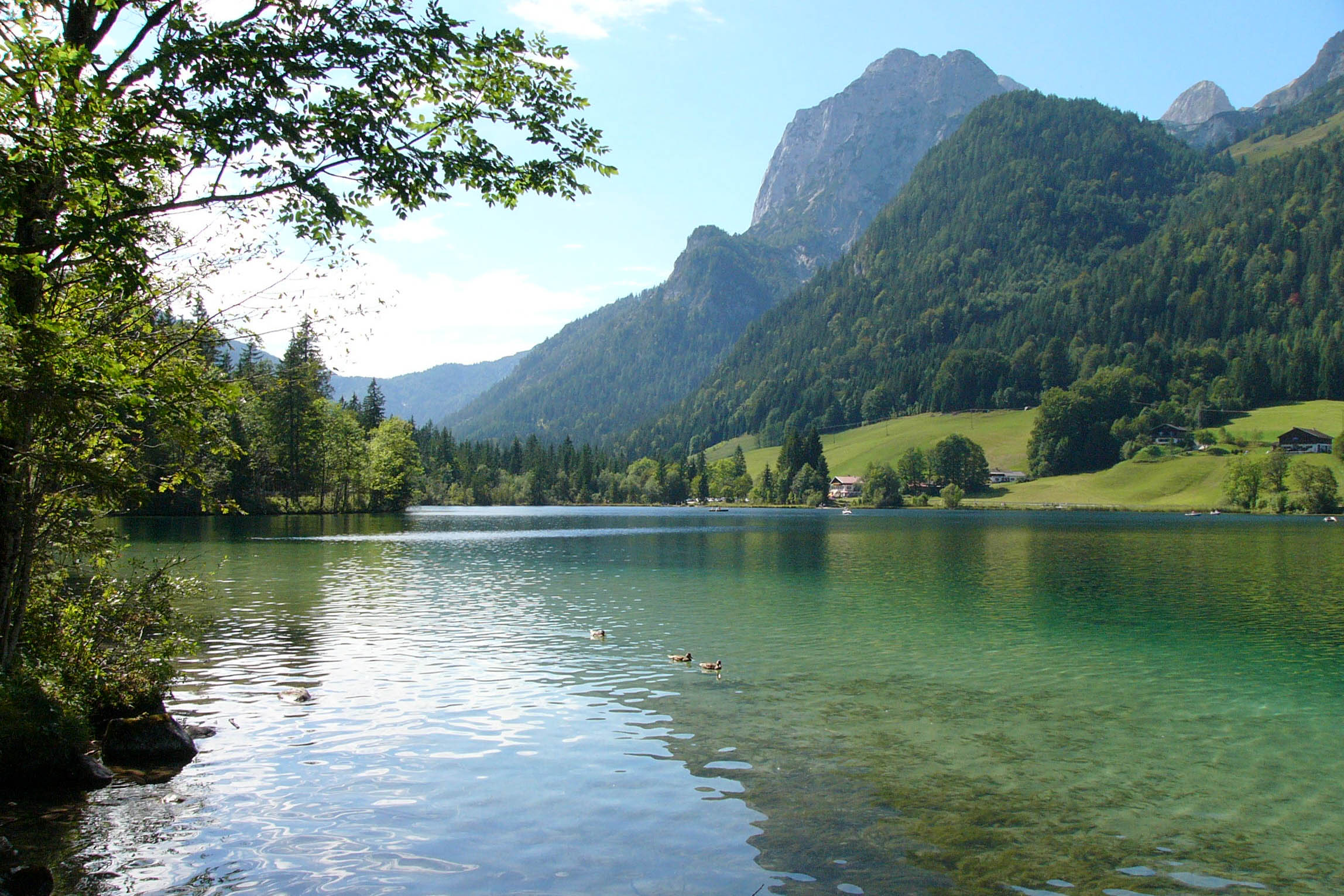
La naturaleza es sinónimo de Dios en el panteísmo.

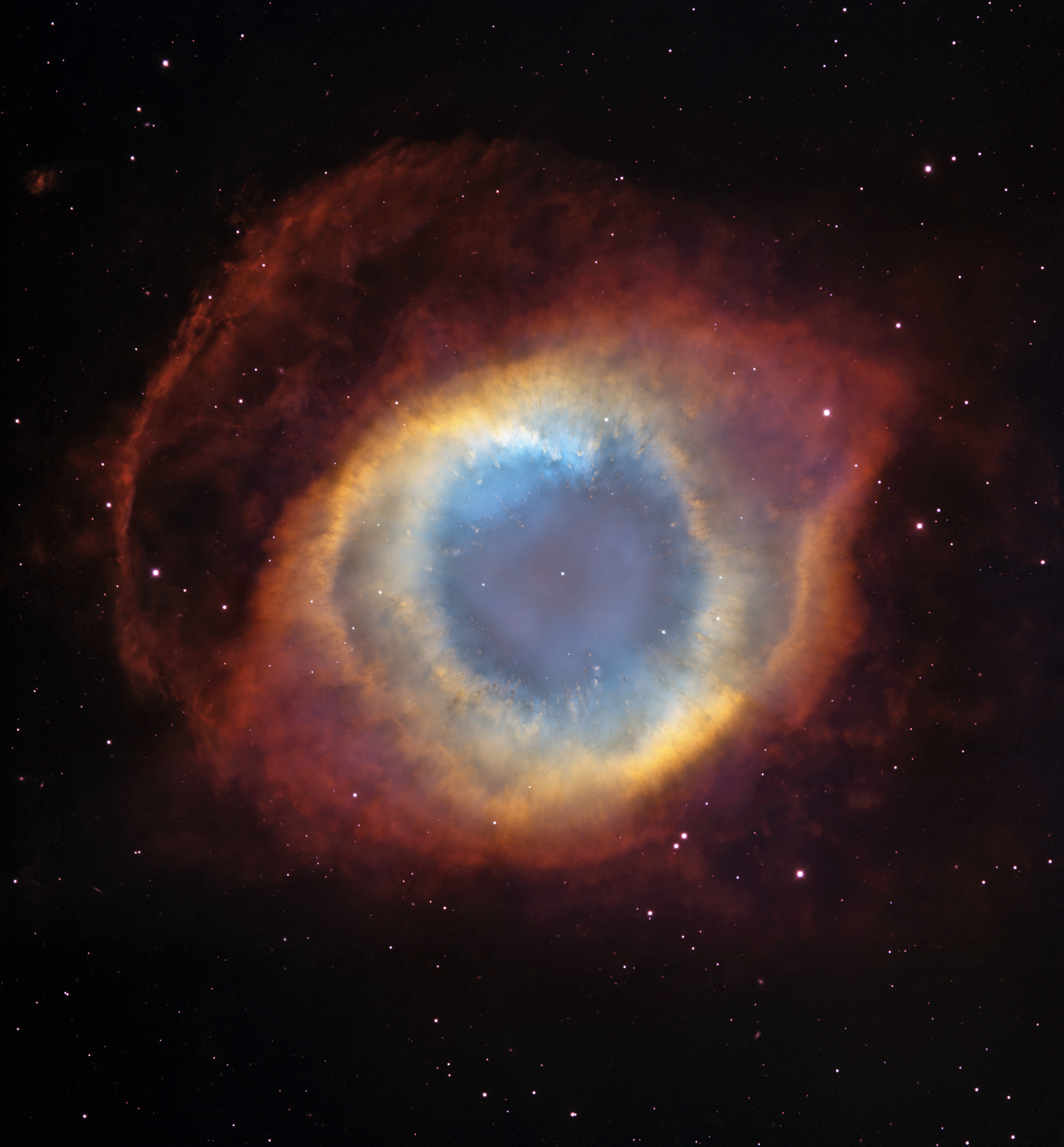
La Nebulosa de la Hélice, comúnmente llamada el «Ojo de Dios»

El panteísmo es una concepción del mundo y una doctrina filosófica según la cual el universo, la naturaleza y la deidad que los monoteístas llaman Dios son idénticos. El panteísmo no estipula a un ente como Dios, sino que la ley natural, la existencia y el universo (la suma de todo lo que fue, es y será) se representa por medio del concepto teológico de lo que las religiones llaman «Dios». En adición,  es una variación evidente del monismo, pues la única verdad, causa, sustancia primaria o materia que constituye al mundo, según el panteísmo, es Dios. Igualmente el Panteísmo daría origen al concepto posterior de panenteísmo, en el que Dios engloba el universo y sus leyes, pero que va más allá y no se limita a una igualdad entre Dios y el universo. 
Etimológicamente, la palabra está compuesta del término griego πᾶν (pan), 'todo', y θεός (theos), 'Dios'. De manera general, el panteísmo puede ser considerado como una ideología filosófica o como una concepción del mundo. En el teísmo se enfrentan dos términos: «dios» y «mundo». El panteísmo procede a relacionarlos al máximo; el resultado ha de ser un monismo, que puede adoptar diversas caracterizaciones tratadas a continuación.  
Algunos ejemplos en la historia han sido la religión hindú (Brahman), taoísta (Tao) y la budista (Buda). Como se puede ver, ha sido parte de la construcción histórica de las culturas de oriente. Además, en la antigua Grecia, el estoicismo (Logos) y el neoplatonismo (Unidad de la cual proceden todos los seres, descrita por Platón y Aristóteles)  también tenían ciertas ideas que se pueden relacionar con este pensamiento. En diferentes filosofías como la medieval cristiana (Dios concebido por Nicolás de Cusa), la musulmana (Alá, según Averroes y Alfarabi) y la judía (Dios concebido por Acicebrón) han tenido tendencia también. Y por último en filosofías modernas como el idealismo alemán (El yo absoluto) y la de Hegel (Idea junto con el dinamismo de la naturaleza y el devenir de la historia humana) no se han salvado de la influencia del panteísmo. A manera de aclaración, la filosofía medieval cristiana, la judía y la musulmana tuvieron como aporte elemental al neoplatonismo.
El panteísmo se popularizó en la cultura occidental como una teología y filosofía basada en la obra del filósofo del siglo XVII Baruch Spinoza, en particular, en su libro Ética demostrada según el orden geométrico. También adoptó una postura panteísta en el siglo XVI el filósofo y cosmólogo Giordano Bruno.

## Etimología
Panteísmo deriva de la palabra Griego πᾶν pan (que significa «todo, de todo») y θεός theos (que significa «dios, divino»). La primera combinación conocida de estas raíces aparece en latín, en el libro de Joseph Raphson de 1697 De Spatio Reali seu Ente Infinito, donde se refiere al «panteísmo» de Spinoza y otros.Posteriormente se tradujo al inglés como «pantheism» en 1702.[cita requerida]

## Definiciones
Existen numerosas definiciones de panteísmo. Algunos lo consideran una posición respecto a Dios teológica y filosófica. : p.8 
Doctrina que identifica a Dios con el universo, o que considera al universo como una manifestación de Dios.
El panteísmo es la opinión de que todo forma parte de un Dios inmanente que lo abarca todo. Todas las formas de la realidad pueden considerarse modos de ese Ser o idénticas a él. Algunos sostienen que el panteísmo es una posición filosófica no religiosa. Para ellos, el panteísmo es la opinión de que el Universo (en el sentido de la totalidad de toda la existencia) y Dios son idénticos.

## Origen

### Época premoderna
Las primeras huellas del pensamiento panteísta pueden encontrarse en creencias animistas y religiones tribales de todo el mundo como expresión de unidad con lo divino, concretamente en creencias que no tienen personajes centrales politeístas o monoteístas.  La teología helenística hace referencia al panteísmo en la antigua religión griega del Orfismo, donde pan (el todo) se relaciona con el Dios creador Phanes (que simboliza el universo), y con Zeus, tras la deglución de Phanes.
Las tendencias panteístas existieron en una serie de grupos Gnóstico, con el pensamiento panteísta apareciendo a lo largo de la Edad Media. Estos incluyeron las creencias de los místicos como Ortlieb de Estrasburgo, David de Dinant, Amalric de Bena, y Eckhart.: pp. 620-621 
La Iglesia católica ha considerado durante mucho tiempo las ideas panteístas como herejía. Sebastian Franck fue considerado uno de los primeros panteístas.  Giordano Bruno, fraile italiano que evangelizó sobre un Dios trascendente e infinito, fue quemado en la hoguera en 1600 por la Inquisición romana. Desde entonces se le conoce como un célebre panteísta y mártir de la ciencia.
La filosofía hindú del Advaita Vedanta se considera similar al panteísmo. El término Advaita (literalmente «no-secundidad», pero generalmente traducido como «no-dualismo», y a menudo equiparado con monismo) se refiere a la idea de que sólo «Brahman» es en última instancia real, mientras que el transitorio mundo fenoménico es una apariencia ilusoria («maya») de Brahman. Según este punto de vista, jivatman', el yo que experimenta, es en última instancia no diferente («na aparah») de Ātman-Brahman, el Yo más elevado o Realidad. El jivatman o yo individual es un mero reflejo o limitación del Ātman singular en una multitud de cuerpos individuales aparentes.
En la Filosofía india, más específicamente en la Vedanta, Brahman es la realidad superior en el universo (considerando sin embargo que su concepto incluso abarca más allá del Universo y lo relacionado con este). Esta realidad es considerada como la verdad infinita, impersonal, omnipresente, omnipotente, abstracta, inmanente y trascendente en el universo. Si bien, Brahman es el único fundamento del universo, a su vez, es la suma total de lo que fue, es y será en el universo. 
Posteriormente, en los Balcanes también se estaría desarrollando un pensamiento similar, en el que pensadores como Thales, Heráclito y Parménides que junto con sus seguidores, planteaban nociones del panteísmo y la naturaleza divina de la materia, mas nunca hablaron explícitamente de un «panteísmo». Se puede afirmar que el origen en concreto del panteísmo es desconocido, pues ha sido una evolución de ideas muy antiguas y de diferentes lugares, pero el término «panteísmo» se le atribuye al matemático Joseph Raphson en su obra De Spatio Reali seu Ente Infinito escrita en 1697. Dicho lo anterior, a lo largo de la historia, personas, como el irlandés, John Toland, han hecho referencia a este tema y se ha diversificado tanto que han sido creadas diferentes variaciones de la corriente filosófica.

## Clases
Muy generalmente se puede dividir el panteísmo en dos pensamientos. El panteísmo trascendente, el cual cree que Dios está más allá de los límites del universo (superioridad) y está presente en todos lados. Por otro lado, está el panteísmo inmanente, el cual concibe a Dios como el universo mismo, por lo que al identificarlo como el cosmos, a su vez se identifica inherente a la naturaleza. Es necesario aclarar que, aunque suene a una contradicción, el panteísmo trascendente inmanente existe y se ven reflejado en Brahman, dios hindú explicado anteriormente. 
Según la formación se han creado tres tipos de panteísmo, el preteológico, teológico y el posteológico. El primero fue formado en aquellas culturas donde no se había establecido el concepto de sagrado y la unidad del mundo. El segundo es el resultado del amalgamamiento de culturas politeístas. El tercero es la síntesis de las diferentes instancias religiosas, por lo que panteísmo puede ser concebido como un panteísmo moderno, pues ha surgido.
Según la concepción del dios, el panteísmo puede dividirse en el acosmista, el cual concibe a su dios como la realidad última del mundo y omnicomprensiva de todo lo existente. El realista-naturalista o ateo describe a dios como una unidad de todo el universo, pues es visto como la derivación de la unificación de todos los fenómenos naturales comprendidos por la ciencia. Y, el idealista ve a dios, el Uno-Todo, como un espíritu o idea absoluta del universo.

## Heráclito
El panteísmo es una doctrina o un componente identificable en las ideas del filósofo griego Heráclito, en los fragmentos que de él se conservan. Según el filósofo presocrático del devenir, lo divino se halla presente en la totalidad de las cosas y, al mismo tiempo, es idéntico al mundo y a los entes en su integridad. Esta concepción arrastra a parangonar lo divino con el Universo, transformándolo en el «fuego generador» que unifica todos los contrarios.[cita requerida]
Ese Dios-todo de Heráclito congrega en sí mismo la totalidad de las cosas y es, de igual manera, una realidad de carácter eterno. Su cosmología parece, también, referirse a la teoría de un mundo de movimiento cíclico, en virtud de la cual el todo se asemeja a un conjunto de fases alternadas: una suerte de ciclo destructivo y productivo, que más tarde ha de ser retomado y desarrollado por los estoicos.[cita requerida]

## Plotino
Se ha hablado frecuentemente ―y acaso de modo impropio― del panteísmo de Plotino.[cita requerida] En realidad, para él la divinidad conserva para sí los dos caracteres, la inmanencia y la trascendencia. El dios plotiniano, penetrando todas las realidades, se encuentra por encima de todas ellas. Así, el filósofo sostiene con claridad que lo Uno, «en cuanto principio del todo, no es el todo». Una tal afirmación pareciera oponerse a las apreciaciones o interpretaciones inmanentistas y panteístas, de su pensamiento.[cita requerida]

## Giordano Bruno
La cosmovisión de Giordano Bruno bien puede ser entendida como un «panteísmo ateo», con ciertos rasgos específicos de «pan-psiquismo».[cita requerida] En su obra De la causa, el principio y el Uno es donde se encuentran sus ideas fundamentales sobre la realidad natural.[cita requerida]
Una forma o esquema general del universo es la denominada «alma del mundo», cuya preponderante facultad es un intelecto completo y universal, que todo lo llena y todo lo ilumina.[cita requerida]
La materia constituye el segundo principio de la naturaleza, por la cual la totalidad de las cosas se hallan conformadas. Los aspectos de los entes pueden mudar, variar o divergir, pero es siempre la misma materia la que se sostiene y perdura por debajo de las exteriores transformaciones.[cita requerida]

## Baruch de Spinoza
Ha sido usual en la época moderna considerar la filosofía de Baruch Spinoza como el más eminente y radical ejemplo de panteísmo, constituyendo de esa forma, el modelo de todos los panteísmos que le seguirán. Esto se debe principalmente a sus afirmaciones sobre el monismo de la sustancia y del estatuto modal de los individuos finitos, en especial el hombre: «Todo cuanto es, es en Dios, y sin Dios nada puede ser ni concebirse» (Ética, I, XV). El spinozismo, sin embargo, debe ser considerado más bien como un panenteísmo, porque para el filósofo neerlandés todo está en Dios y el Ser supremo no se confunde ni con el mundo ni con la totalidad de sus modos, al conservar Spinoza la distinción de orden escolástico entre natura naturans (Dios como principio de ser y de su vida irreductible a todo viviente particular) y la natura naturata, conjunto de modos infinitos y finitos. Estando constituido Dios por una infinidad de atributos de los que solo conocemos dos (el pensamiento y la extensión), la metafísica spinoziana no puede interpretarse ni como un panteísmo materialista ni como un panteísmo espiritualista, dado que en ella se dice es tanto res extensa como res cogitans. El panteísmo de Spinoza ha sido objeto de numerosas críticas; una de las más destacadas es la de Schelling, quien considera que Spinoza «anula la libertad y la personalidad de Dios reduciéndolo a un mero objeto incapaz de relacionarse con el mundo».

## Otros posibles pensadores panteístas
Lo cierto es que han surgido panteístas en la historia del pensamiento filosófico y teológico, tal vez por el atractivo metafísico que lo divino ejerce en el hombre. Entre los antiguos pensadores con resabios panteístas se pueden citar también al judío Filón de Alejandría (25 a. C.- 50 d. C.), y a Amonio Sacas (175 d. C.-242 d. C.).[cita requerida]
Desde la perspectiva de la Nueva era se han identificado erróneamente como panteístas a muchos pensadores de diversas religiones en un esfuerzo por dar validez o renombre a sus teorías. Entrada la Edad Media, figuras como Escoto Eriúgena (810-877), Bernardo de Tours (+ 1150) y, sobre todo, Eckhart de Hochheim (1260-1327) vieron la sustancia divina en los seres del mundo, pero esto no es panteísmo, ya que son ideas que aparecen en el propio Catecismo. La diferencia es que el cristianismo afirma que todo lo existente, al ser creado por Dios, tiene cierta sustancia o semilla divina pero no es Dios en sí mismo, en cambio el panteísmo afirma que todo es Dios, negando que Dios exista como ente personal con voluntad propia, siendo así una idea contraria. Marcadamente lo fueron también el místico iluminista Antonio Rosmini (1797-1855) y acaso el antropólogo jesuita Pierre Teilhard de Chardin (1881-1955) con sus perspectivas teocósmicas del hombre y de la vida.[cita requerida]

## Panteístas científicos
- Ludwig Boltzmann
- Albert Hofmann
- Robinson Jeffers[25]
- D. H. Lawrence[25]
- Frank Lloyd Wright[25]
- Michio Kaku[26]
- Albert Einstein[27]

## Ficción
- La serie de anime Earth Girl Arjuna (地球少女アルジュナ Chikyū Shōjo Arjuna) se desarrolla bajo una visión panteísta, y cuyo tema principal es la conexión que existe entre todos los elementos que componen la Tierra.[cita requerida]
- La película Avatar se desarrolla en un entorno cuyos habitantes tienen una visión totalmente panteísta.[cita requerida]
- En la saga Star Wars, «la Fuerza» es concebida como aquella energía que vive en todos los seres del universo y los mantiene conectados.[cita requerida]